# عبد الله غيفان
عبد الله محمد خليفة الغيفان هو الاسم الكامل للفنان القطري عبد الله غيفان· دخل مجال الفن سنة 1976 بمسرحية من فوق هالله الله، وبعدها اشتهر بأعمال الشر. ومن أشهر أعمالة مسلسل الدانة بدور النوخذة مع الفنانة وداد الكواري والفنانين عبد العزيز جاسم وسعد بورشيد. وقد حاز هذي المسلسل علي عدة جوائز عالمية وعربية وأخر أعماله الفيلم القطري عقارب الساعة في 2010
الفنان القطري عبد الله غيفان من الفنانين الملتزمين وقد توقف عن التمثيل لمدة لاتقل عن ثمان سنوات 0وفي سنة 2009 اختير من قبل المخرج القطري الفنان خليفة المريخي ليقوم بدور كبير الجان عدسان في أول فيلم قطري روائي طويل. ويعتبر هذا الدور من أصعب الأدوار حيث أن شخصية الجني عدسان مركبة وتحتاج الي مجهود كبير وفنان متمكن. وكان الفنان عبد الله غيفان عند حسن الظن. وكانت عودته الي الشاشة بعد انقطاع طويل عودة موف...قة حيث اثني الجمهور والفنانين والنقاد علي دوره. والفنان عبد الله له أعمال مسرحية وتلفزيونية كثيرة وشارك في أكثرالمهرجانات العربية. وجميع ادواره مميزة وكان يختارها بدقة وكان يتقنها. ومعظم ادواره قصيرة لكن كانت بارزة. وهو فنان ذو اخلاق عالية يشهد بذللك جميع من عمل معه في التلفزيون والمسرح والسينما. ونتمني ان يعود الي الشاشة الفضية لان التلفزيون محتاج الي امثاله.

## من أعمالة

### في التلفزيون
- الدانة في دور النوخذة مع وداد الكواري وعبد العزيز جاسم وسعد بورشيد
- فايز التوش ثلاثة أجزاء 1984، 1985، 1989

### في المسرح
- من فوق هاالله الله
- بودرياة عرضين 1981، 1988 في دور بن سعدون

### في السينما
- عقارب الساعة في دور الجني عدسان